# Juan Ramírez de Arellano (-1644)
Juan Ramírez de Arellano (-1644) fue un funcionario municipal español.  Fue conocido por distintos nombres a lo largo de su vida, lo que ha llevado a múltiples confusiones. Entre los nombres por los que se le nombran pueden citarse: don Juan Freile Ramírez de Arellano, don Juan Ramírez Freile y Arellano o don Juan de Fariñas

## Biografía
Era hermano de don Fernando Ramírez Fariñas del Consejo de Castilla y de su Cámara (Fue el encargado de apresar a don Rodrigo Calderón). 
En 1622 fue nombrado corregidor de Logroño. Como corregidor de Logroño tuvo una participación activa en la vida religiosa y social de la ciudad.
Fue corregidor de Granada desde 1630 hasta 1634. En esta ciudad manda a Alonso de Mena la realización de la imagen que sería después conocida como Cristo del Desamparo. En 1637 fue nombrado corregidor de Madrid, tomando posesión de su vara el 4 de julio de 1637. En 1641 dejaría su puesto como corregidor de Madrid y se muda a vivir a dos casas cercanas al convento de Nuestra Señora de Copacabana, de agustinos recoletos, en el lado este del Paseo del Prado.
En 1644 muere, tras haber otorgado testamento el 14 de septiembre. En este testamento legaría el Cristo del Desamparo al convento de Copacabana. En 1647 se construiría una capilla para albergar la imagen que, ya en vida de Juan Ramírez de Arellano, había suscitado una gran piedad popular. En 1658 sería creada una archicofradía para dar culto a la imagen.
Tuvo como sobrino, hijo de su hermano Fernando, a un homónimo que moriría en 1645 y fue comendador de Torres y Cañamares, caballero de la Orden de San Juan, caballero de la Orden de Santiago y caballerizo del Rey.

### Individuales
1. ↑  Gascón de Torquemada, Gerónimo (1 de enero de 1991). «Agosto de 1622». Gaçeta y nuevas de la Corte de España desde el año 1600 en adelante. RAMHG. p. 130. ISBN 9788460078555. Consultado el 28 de marzo de 2017.
2. ↑  Bonet Salamanca, Antonio (2004). «El convento de Madre de Dios de las Concepcionistas». La clausura femenina en España : actas del simposium : 1/4-IX-2004,  Vol. 2, 2004, ISBN 84-89942-39-0, págs. 853-872 (Real Centro Universitario Escorial-María Cristina): 853-872. ISBN 978-84-89942-37-0. Consultado el 30 de marzo de 2023.
3. ↑  Zamora Mendoza, José (1956). «Un logroñés, ardiente defensor de la Inmaculada-Fray Felipe Bernal de Mena, religioso premostratense». Berceo (39): 135-152. ISSN 0210-8550. Consultado el 30 de marzo de 2023.
4. ↑  Díaz Martín de Cabrera, José (1911). «Curiosidades históricas de Granada: Los muy ilustres corregidores de la Ciudad de Granada». Revista del Centro de Estudios Históricos de Granada y su Reino: 3-68.
5. ↑  «Traslado de la respuesta dada por Juan Ramírez Freile y Arellano, corregidor que fue de esta ciudad de Granada, a la notificación que se le hizo de una real». Ayuntamiento de Granada. Consultado el 30 de marzo de 2023.
6. ↑  Gascón de Torquemada, Gerónimo (1 de enero de 1991). «Julio de 1637». Gaçeta y nuevas de la Corte de España desde el año 1600 en adelante. RAMHG. ISBN 9788460078555. Consultado el 28 de marzo de 2017.
7. ↑  Agulló Cobo, Mercedes (1968). «Ataques contra la muralla de Madrid en el siglo XVII». Anales del Instituto de Estudios Madrileños (3): 7. ISSN 0584-6374. Consultado el 30 de marzo de 2023.
8. ↑  Borondo y Romero, Jorge (1889).  Imprenta de la Viuda é Hija de Gómez Fuentenebro, ed. Noticias históricas acerca de la venerable imagen del Smo. Cristo del Desamparo y de su Real é Ilustre Archicofradía, establecida en la Iglesia Parroquial de San José, de Madrid: con un examen razonado de los principales dogmas y festividades á que se refieren sus constituciones (en español).
9. ↑  Acha, Jaime de Salazar y; Gila, Alfonso Ceballos-Escalera y (1993). La Divisa, Solar y Casa Real de la Piscina. RAMHG. ISBN 978-84-88833-00-6. Consultado el 30 de marzo de 2023.